# Victor Wanyama
Victor Mugubi Wanyama, född 25 juni 1991 i Nairobi, är en kenyansk professionell fotbollsspelare som spelar som defensiv mittfältare för kanadensiska CF Montréal i MLS och är kapten i Kenyas landslag. På planen är Wanyama känd för sin sportsmannaanda och sina ledaregenskaper.

## Klubbkarriär
Wanyama blev den första kenyanska spelaren att göra mål i UEFA Champions League när han gjorde det första målet i Celtics 2-1-seger över Barcelona den 7 november 2012. Den 11 juli 2013 flyttade Wanyama till Premier League-klubben Southampton för 12,5 miljoner pund, vilket gjorde honom till den dyraste spelarförsäljningen av en skotsk klubb sedan Spartak Moskva köpte Aiden McGeady för 9,5 miljoner pund 2010.
Den 23 juni 2016 meddelade Tottenham Hotspur att de hade nått en överenskommelse med Southampton för Wanyama, genom ett femårigt avtal för en övergångssumma på 11 miljoner pund. Wanyama hade tidigare arbetat med Tottenhams tränare Mauricio Pochettino som tog honom till Southampton i juli 2013.
I mars 2020 värvades Wanyama av kanadensiska Impact de Montréal (nu CF Montréal). I januari 2023 förlängde han sitt kontrakt med två år.

## Landslagskarriär
Wanyama debuterade för det kenyanska landslaget som 15-åring i maj 2007.